# Princeton University Art Museum
Il Princeton University Art Museum è la galleria d'arte dell'Università di Princeton, a Princeton, nel New Jersey.
Il museo venne fondato nel 1882 e oggi possiede quasi 68.000 opere d'arte che spaziano dall'antichità all'epoca contemporanea.
Lo scopo primario del museo era ed è ancora quello di essere da sussidio per le attività di insegnamento, ricerca e servizi vari nei campi dell'arte e della cultura per l'università locale. La collezione permanente si concentra sull'area mediterranea, l'Europa occidentale, la Cina, gli Stati Uniti d'America e l'America Latina.
Molto importante è la collezione di antichità classiche, soprattutto greche e romane, con reperti di marmo, ceramica, bronzo e con alcuni mosaici romani che provengono dagli scavi dell'Università ad Antiochia. L'Europa medievale è rappresentata da sculture, oggetti in metallo e vetrate. I dipinti europei comprendono opere dal primo Rinascimento fino al XIX secolo, mentre la collezione del XX secolo e di arte contemporanea è in costante crescita. Notevole è anche la galleria di arte asiatica, con un'ampia collezione di calligrafia cinese, pitture, antichi oggetti in bronzo, intagli in giada e una selezione di porcellane.

## Opere
- Guido da Siena, Annunciazione, 1280 circa
- Antoon van Dyck, Cristo deriso, 1628 circa
- Corrado Giaquinto, San Gennaro, 1745 circa
- Amedeo Modigliani, Ritratto di Jean Cocteau, 1916
- Edward Hopper, Universalist Church, 1926

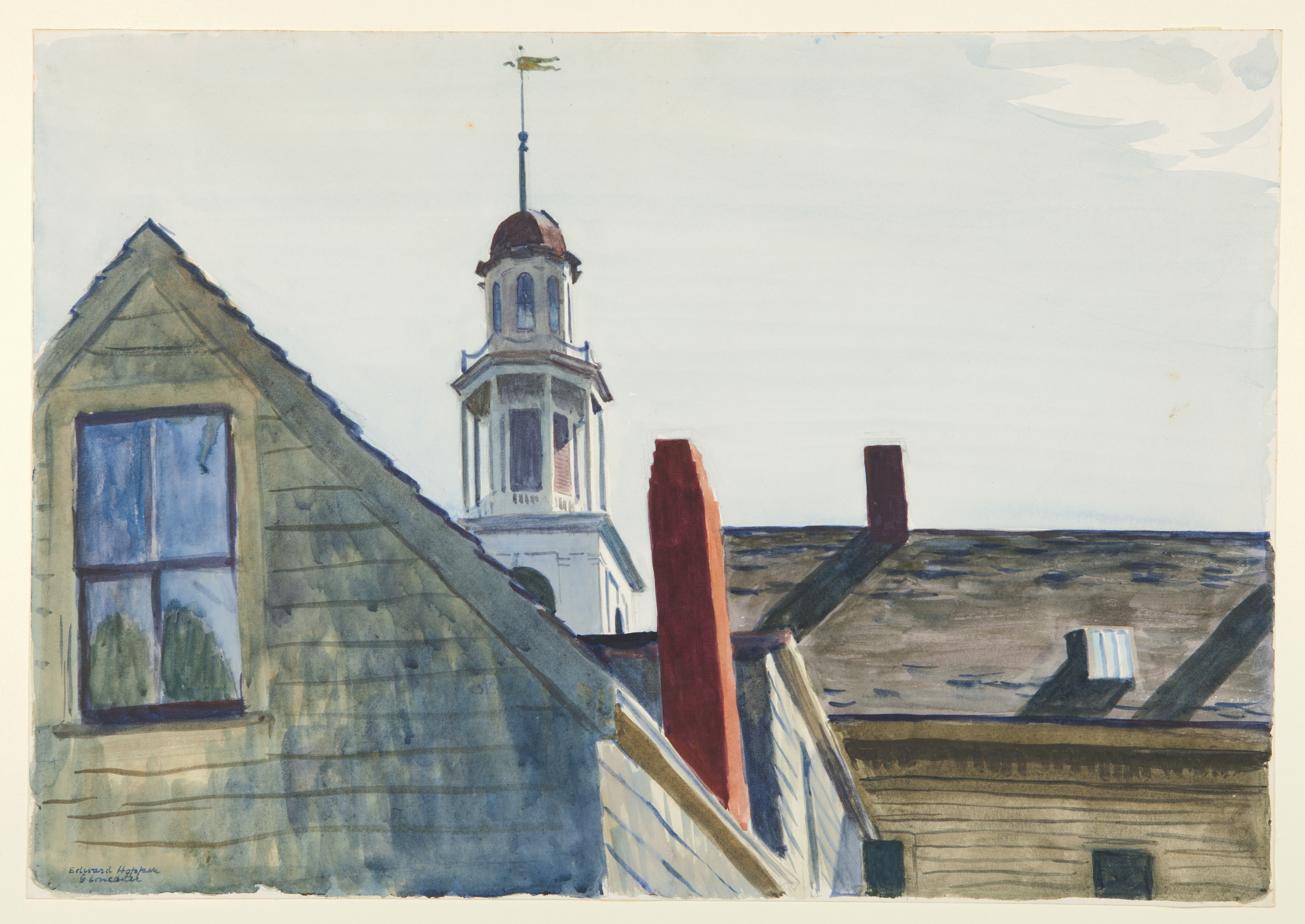
Universalist Church (Acquarello di Edward Hopper del 1926)